# Tephritis ruralis
Tephritis ruralis är en tvåvingeart som först beskrevs av Friedrich Hermann Loew 1844.  Tephritis ruralis ingår i släktet Tephritis och familjen borrflugor. Enligt den finländska rödlistan är arten nära hotad i Finland. Arten är reproducerande i Sverige. Artens livsmiljö är torra gräsmarker. Inga underarter finns listade i Catalogue of Life.